# Гагарина, Елена Юрьевна
Еле́на Ю́рьевна Гага́рина (род. 17 апреля 1959, Заполярный, Мурманская область) — советский и российский искусствовед. Генеральный директор Государственного историко-культурного музея-заповедника «Московский Кремль». Старшая дочь первого космонавта планеты Юрия Гагарина. Заслуженный работник культуры Российской Федерации (2004).

## Биография
Родилась 17 апреля 1959 года в городе Заполярный Мурманской области, где отец служил в авиации Северного флота. Детство прошло в Звёздном городке. Занималась спортом, увлекалась фигурным катанием, плаванием, художественной гимнастикой, ходила на лыжах, играла на фортепиано, интересовалась искусством. Школу окончила с золотой медалью.
В 1981 году окончила исторический факультет МГУ, отделение истории и теории искусства по специальности — история искусства. Квалификация — искусствовед.
С сентября 1981 года — научный сотрудник Государственного музея изобразительных искусств им. А. С. Пушкина, первая должность — хранитель английской графики; была заместителем заведующего отделом графики по хранению, одновременно, сохраняя должность хранителя английской графики. В ГМИИ проработала 20 лет.
В 1989 году в МГУ имени М. В. Ломоносова защитила диссертацию на соискание учёной степени кандидата искусствоведения по теме «Английская книжная иллюстрация середины XVIII века» (специальность 07.00.12 — история искусства).
С 12 апреля 2001 года — генеральный директор государственного историко-культурного музея-заповедника «Московский Кремль». Назначена указом Президента РФ В. В. Путина, который в тот день посетил семью Гагариных в Звёздном городке по случаю 40-летия полёта первого космонавта.

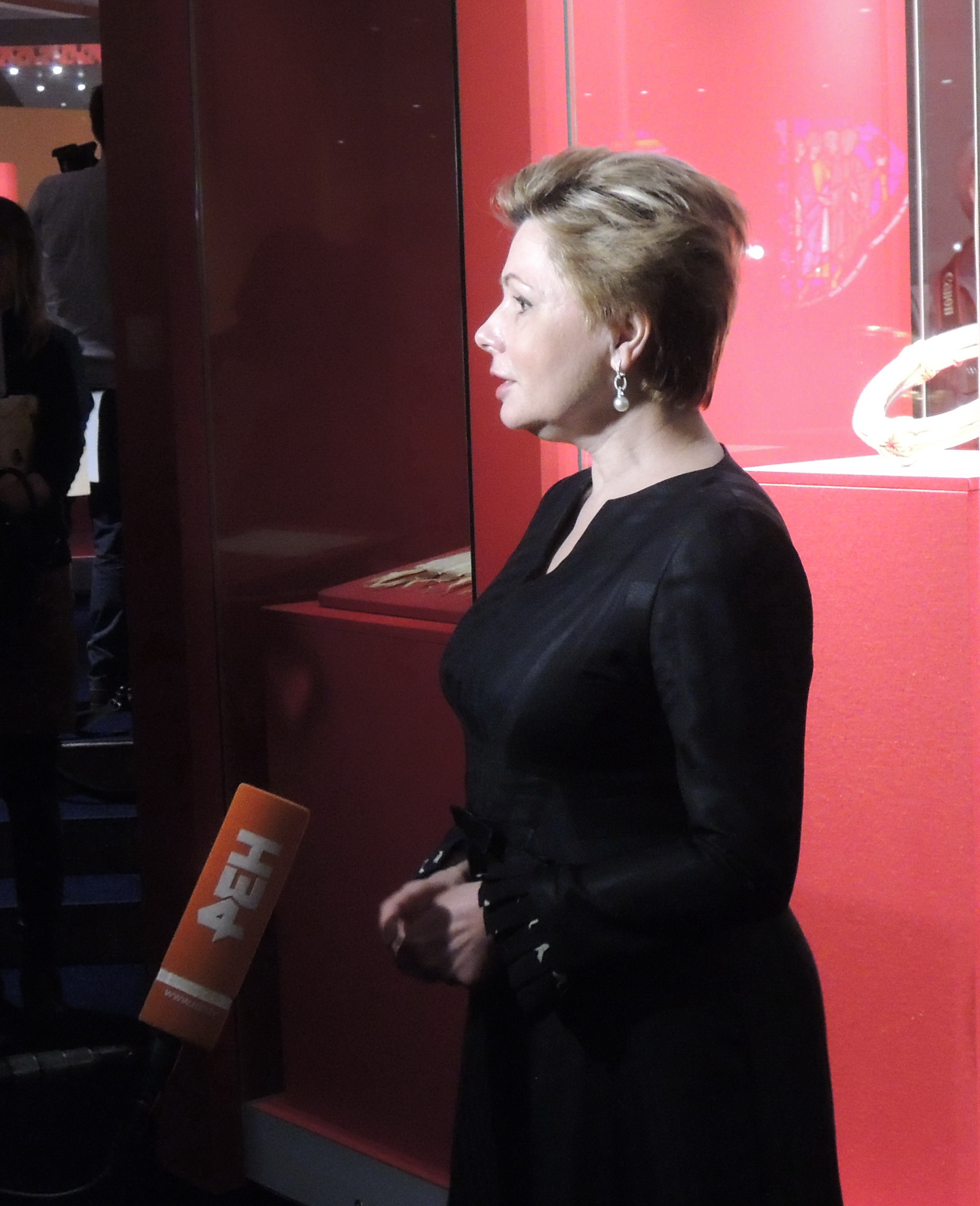
2017 год

С 16 марта 2005 года — член Комиссии Российской Федерации по делам ЮНЕСКО (28 августа 2009 года вновь утверждена членом комиссии).
С 26 июля 2010 года — член Патриаршего совета по культуре (Русская православная церковь).
Указом Президента Российской Федерации от 18 ноября 2019 г. № 561 включена в состав Геральдического совета при Президенте Российской Федерации.
Почётный член Российской академии художеств.

## Семья

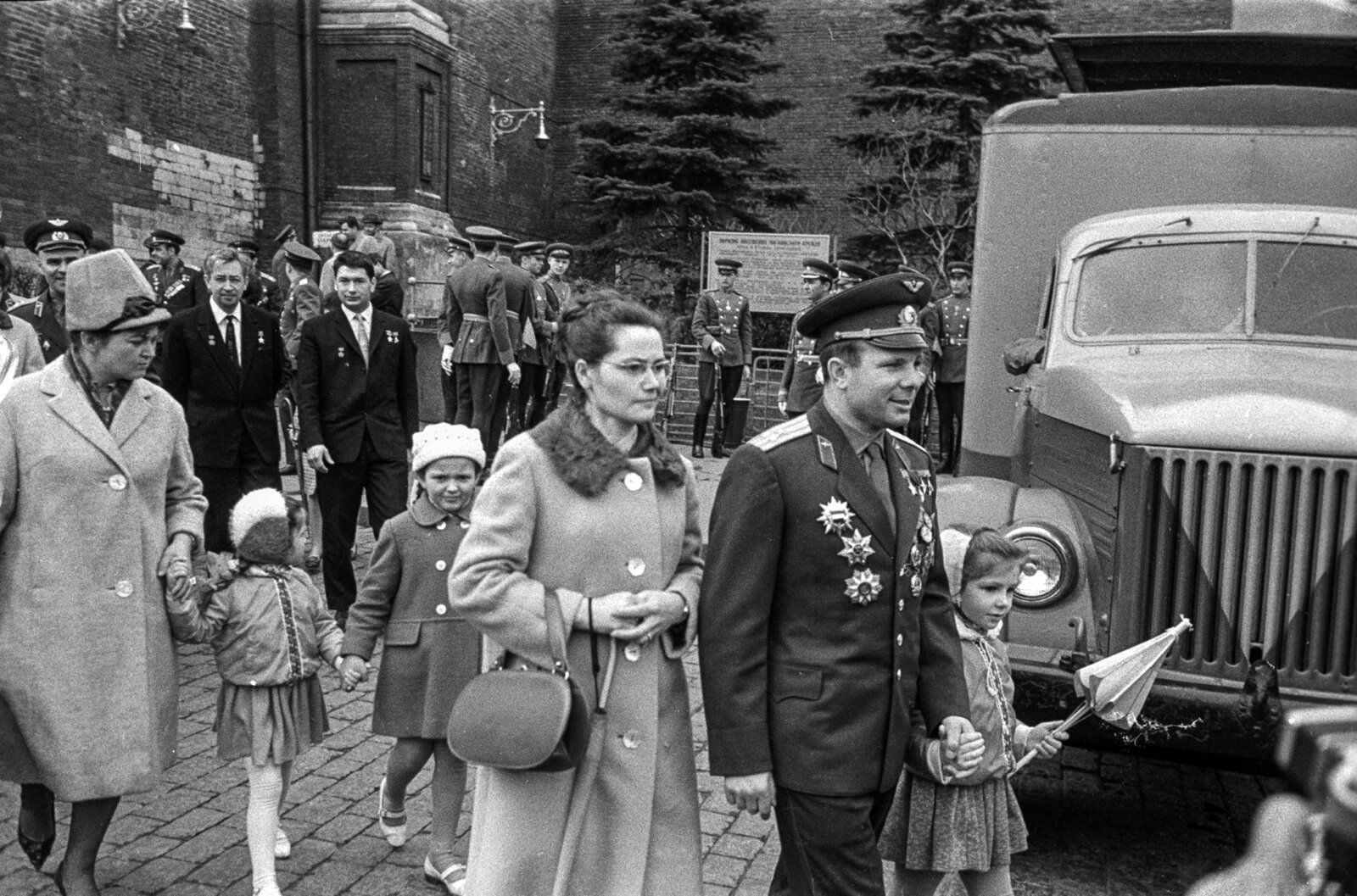
С родителями в 1965 году

- Отец — Юрий Алексеевич Гагарин — лётчик-космонавт СССР, Герой Советского Союза, кавалер высших знаков отличия ряда государств.
- Мать — Валентина Ивановна Гагарина.
- Сестра — Галина Юрьевна Гагарина (род. 7 марта 1961), профессор, заведующая кафедрой национальной и региональной экономики Российского экономического университета им. Г. В. Плеханова, доктор экономических наук[10].
- Первый муж — Элизбар Константинович Караваев (р. 1939) — кинооператор.
- Дочь — Екатерина Элизбаровна Караваева[11] (род. 10 июня 1987[12]) окончила исторический факультет МГУ (кафедра истории средних веков и раннего нового времени), работает в музее-заповеднике «Московский Кремль», вышла замуж за дипломата[3][13][14].
- Второй муж — Владимир Аркадьевич Вычужанин, зав. отделом научной реставрации Музеев Московского Кремля[15].

## Взгляды
- Образец настоящего знатока музейного дела для Гагариной — Борис Пиотровский[16].
- Гагарина сожалеет, что во времена Б. Н. Ельцина в Кремле был закрыт и демонтирован кабинет В. И. Ленина[16].
- Гагарина считает, что Кремлёвский дворец съездов портит внешний вид Кремля и его проще снести[16].
- В марте 2014 года поддержала аннексию Крыма, подписав письмо президенту России Владимиру Путину в поддержку аннексии[17].
- В декабре 2016 года заявила о том, что решение суда Амстердама о присвоении «скифского золота» Украине, является обоснованным. По её словам, вопросы о принадлежности экспонатов какому-либо музею должны решаться после того, как они вернутся владельцу[18].

## Награды

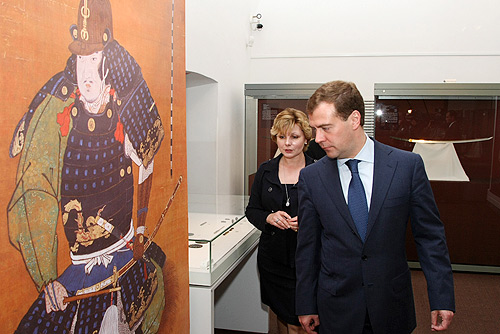
Е. Ю. Гагарина и Д. А. Медведев на выставке «Самураи. Сокровища воинской знати Японии»

- Орден «За заслуги перед Отечеством» III степени (17 апреля 2024 года) — за большой вклад в развитие музейного дела и сохранение культурного наследия России[19].
- Орден «За заслуги перед Отечеством» IV степени (16 апреля 2019 года) — за большой вклад в развитие отечественной культуры и искусства, многолетнюю плодотворную деятельность[20].
- Орден Дружбы (29 декабря 2010 года) — за заслуги в развитии отечественной культуры и искусства, многолетнюю плодотворную деятельность[21].
- Заслуженный работник культуры Российской Федерации (4 марта 2004 года) — за заслуги в области культуры и многолетнюю плодотворную работу[22].
- Благодарность Президента Российской Федерации (5 сентября 2008 года) — за большой вклад в подготовку и проведение Года России в Китае и Года Китая в России[23]
- Благодарность Правительства Российской Федерации (24 июня 2025 года) — за активное участие в подготовке и проведении международных мероприятий с участием Председателя Правительства Российской Федерации в 2024 году[24].
- Знак Гагарина (Федеральное космическое агентство, 2006 год)[25].
- Командор ордена «За заслуги перед Итальянской Республикой» (Италия, 12 марта 2012 года)[26]
- Великий офицер ордена Pro Merito Melitensi (Мальтийский орден, 2012 год)[27]
- Офицер ордена Почётного легиона (Франция, 2015 год)[28]
- Орден преподобного Андрея Иконописца II степени (РПЦ, 2014 год) — во внимание к трудам, направленным на утверждение христианских ценностей в отечественной культуре, и в связи с 55-летием со дня рождения[29].
- Почётный профессор МГУ (2017 год)[30].

## Премии
- Премия «Золотой мост» (Италия, 2010 год) — за вклад в развитие итало-российских отношений[31]